# Bombylius californicus
Bombylius californicus är en tvåvingeart som beskrevs av Neal L. Evenhuis och Tabet 1981. Bombylius californicus ingår i släktet Bombylius och familjen svävflugor.
Artens utbredningsområde är Kalifornien. Inga underarter finns listade i Catalogue of Life.